# Смежные углы

Смежные углы

Смежные углы 135° и 45°

Сме́жные углы́ — это два угла, у которых одна сторона общая, а две другие дополняют друг друга до прямой.
Таким образом, вместе смежные углы составляют развёрнутый угол, а сумма их угловых величин всегда равна {\displaystyle 180} градусов.
Величина угла, являющимся смежным для угла величиной {\displaystyle \alpha } градусов, будет равна {\displaystyle 180-\alpha } градусов.
Так, например, для угла {\displaystyle 135} градусов смежный угол составляет {\displaystyle 45} градусов (см. рисунок).

## Тригонометрические соотношения
Синусы смежных углов равны. Их косинусы и тангенсы равны по модулю, но имеют противоположные знаки (за исключением неопределённых значений для тангенса).